# Aoife
Aoife [ˈiːfʲə] è un nome proprio di persona irlandese femminile.

## Varianti
- Femminili: Aoibhe[2], Aoiffe[3]

## Origine e diffusione
Si tratta di un antico nome irlandese dall'origine incerta; è probabile che derivi dal gaelico aoibh o direttamente dalla sua radice celtica, *ofi-bf, che vogliono dire "bellezza", "aspetto", nel qual caso il nome avrebbe lo stesso significato di diversi altri, fra cui Aglaia, Husni, Indira, Jamal e Shri. Non è però da scartare una connessione con il nome di Esuvia, un aspetto femminile del dio celtico Esus.
Il nome è presente nella mitologia irlandese con la figura di Aífe, principessa guerriera amante di Cú Chulainn e sorella di Scáthach, e così si chiamava anche l'infida moglie di re Lir, che trasformò i suoi figli in cigni. Era un nome piuttosto comune in Irlanda nel Medioevo, e veniva spesso "anglicizzato" usando il nome Eva; di fatto, viene talvolta ancora considerato una forma gaelica di Eva, con cui però non ha alcuna connessione etimologica.

## Onomastico
Aoife è un nome adespota, in quanto non esistono sante chiamate così; l'onomastico si festeggia dunque il 1º novembre, giorno di Ognissanti.

## Persone
- Aoife di Leinster, moglie di Riccardo di Clare, II conte di Pembroke
- Aoife Coughlan, judoka australiana
- Aoife Hannon, modella irlandese

## Curiosità
Nel libro "I segreti di Nicholas Flamel, l'immortale - Il negromante", Aoife fa parte dei personaggi secondari.